# 90纳米制程
90纳米制程是半导体制造制程的一个水平，大约于2004年至2005年左右达成。 这一制程由当时领先的半导体公司如英特尔、AMD、英飞凌、德州仪器、IBM和台積電所完成。
许多厂商使用了193纳米的波长来进行关键层级的光刻。
此外，12英寸晶圓在这个制程上成为主流。

## 具有90纳米制程的产品
- IBM PowerPC G5 970FX 2004年
- 英特尔奔腾4 Prescott 2004年2月
- AMD Athlon 64 Winchester 2004年10月
- nVIDIA GeForce 6100系列、GeForce 7、Geforce 8800系列
- 任天堂Wii遊戲機的Broadway 微處理器
- ATi為任天堂Wii遊戲機開發的Hollywood GPU